# HMS Esk (H15)
«Еск» (H15) (англ. HMS Esk (H15) — військовий корабель, ескадрений міноносець типу «E» Королівського військово-морського флоту Великої Британії за часів Другої світової війни.
Есмінець «Еск» був закладений 24 березня 1933 року на верфі компанії Swan Hunter & Wigham Richardson у Волсенді. 19 березня 1934 року він був спущений на воду, а 28 вересня 1934 року увійшов до складу Королівських ВМС Великої Британії. За часів Другої світової війни есмінець брав активну участь у бойових діях на морі; бився у Північній Атлантиці, біля берегів Франції та Норвегії.
За проявлену мужність та стійкість у боях нагороджений трьома бойовими відзнаками.
31 серпня 1940 року затонув у результаті підриву на міні поблизу острову Тесел (Нідерланди)